# Impulsraum
Der Impulsraum ist ein dreidimensionales Koordinatensystem, wobei jeder Basisvektor einem Impuls der entsprechenden Raumrichtung entspricht. Der Impulsraum ist ein Unterraum des Phasenraumes und damit zu unterscheiden vom Ortsraum. Durch Zuordnung entsprechender Koordinaten kann man mit dem Impulsraum einen Phasenraum aufspannen.

## Quantenmechanik
In der Quantenmechanik werden die Zustände eines Systems durch Wellenfunktionen beschrieben, die sich jeweils im Orts- oder im Impulsraum darstellen lassen. Je nach Problemstellung kann die Rechnung in einem der beiden Räume günstiger sein. Die beiden Darstellungsarten hängen über die Fourier-Transformation zusammen:
- Ortsraum-Wellenfunktion   {\displaystyle \psi (x)={\frac {1}{\sqrt {2\pi \hbar }}}\,\int _{-\infty }^{+\infty }\phi (p)\,\mathrm {e} ^{\frac {\mathrm {i} px}{\hbar }}\,\mathrm {d} p\qquad \Leftrightarrow }
- Impulsraum-Wellenfunktion {\displaystyle \phi (p)={\frac {1}{\sqrt {2\pi \hbar }}}\,\int _{-\infty }^{+\infty }\psi (x)\,\mathrm {e} ^{-{\frac {\mathrm {i} px}{\hbar }}}\,\mathrm {d} x}.

## Festkörperphysik
In der Festkörperphysik und der Kristallographie werden die zum Impulsraum analogen Begriffe reziproker Raum bzw. reziprokes Gitter verwendet. Die dort üblichen Wellenzahlen {\displaystyle k=2\pi /\lambda } bzw. {\displaystyle {\hat {k}}=1/\lambda } entsprechen Raumfrequenzen der Kristallgeometrie, also einer Fouriertransformation der Kristallstruktur. Der Unterschied um den Faktor {\displaystyle 2\pi } ergibt sich aus der nicht einheitlichen Definition der Fouriertransformation. Das diskrete Kristallgitter ist im reziproken Raum ebenso diskret und klarerweise hat ein dreidimensionaler Kristall ein dreidimensionales reziprokes Gitter und ein zweidimensionaler Kristall ein zweidimensionales reziprokes Gitter. Durch  {\displaystyle p=\hbar k} hängen die Raumfrequenzen mit Impulsen, etwa von Phononen (vgl. aber auch den Mößbauer-Effekt), zusammen und erlauben somit Berechnungen, z. B. anhand der Ewald-Kugel.